# سان يوسانيو دل سانغرو
سان يوسانيو دل سانغرو (بالإيطالية: Sant'Eusanio del Sangro)‏ هي بلدية في مقاطعة كييتي في إقليم أبروتسو الإيطالي.

## السكان
في سنة 1861 بلغ عدد السكان 1٬629 نسمة، وتطور العدد ليصل في سنة 2011 لـ 2٬453 نسمة.
يظهر هذا المخطط البياني تطور النمو السكاني لـ سان يوسانيو دل سانغرو